# Tolpia
Tolpia là một chi bướm đêm thuộc họ Erebidae.

## Các loài
Nhóm loài odor
- Tolpia odor Fibiger, 2007
- Tolpia fyani Fibiger, 2007

Nhóm loài unguis 
- Tolpia sikkimi Fibiger, 2007
- Tolpia unguis Fibiger, 2007
- Tolpia buthani Fibiger, 2007
- Tolpia indiai Fibiger, 2007
- Tolpia andamani Fibiger, 2007
- Tolpia hainanensis Fibiger, 2010
- Tolpia paraunguis Fibiger, 2010
- Tolpia mons Fibiger, 2010

Nhóm loài peniculus 
- Tolpia peniculus Fibiger, 2007
- Tolpia kampungi Fibiger, 2007
- Tolpia multiprocessa Fibiger, 2008

The conscitulana species-group
- Tolpia orientis Fibiger, 2007
- Tolpia alexmadseni Fibiger, 2007
- Tolpia talauti Fibiger, 2007
- Tolpia palawani Fibiger, 2007
- Tolpia conscitulana Walker, 1863

Nhóm loài crispus
- Tolpia crispus Fibiger, 2007
- Tolpia knudlarseni Fibiger, 2007

Nhóm loài montana 
- Tolpia montana Fibiger, 2007
- Tolpia sarawakia Fibiger, 2007
- Tolpia parasarawakia Fibiger, 2007
- Tolpia kuchingia Fibiger, 2007

Nhóm loài mccabei 
- Tolpia mccabei Fibiger, 2007

## Loài cũ
- Tolpia myops Hampson, 1907